# Jodis alliata
Jodis alliata là một loài bướm đêm trong họ Geometridae.